# П'єр Селлал
П'єр Селлал (фр. Pierre Sellal; 3 лютого 1952, Мюлуз) — французький дипломат, постійний представник Франції при Європейському Союзі (2002—2009 та 2014—2017), генеральний секретар Міністерства закордонних і європейських справ (2009—2014).

## Біографія
Народився 3 лютого 1952 року в Мюлузі в сім'ї гірничного інженера.
Закінчив правничо-економічний факультет Страсбурзького університету, а у 1973 році вступив до Національної школої адміністрації.
Після року військової служби, з 1977 працює в Міністерстві закордонних справ Франції. Спочатку працював в Конференції ООН з торгівлі та розвитку, а 1980 року був призначений дипломатичним радником міністра зовнішньої торгівлі Мішеля Койнтата. У 1981 році вперше приєднався до Постійного представництва Франції при Європейському Союзі у Брюсселі як радник.
У 1985 році Лоран Фабіус призначив Селлала заступником генерального секретаря Міжвідомчого комітету з питань європейського економічного співробітництва (SGCI).
У 1990 році приєднався до дипломатичного представництва Франції у Італії.
З 1992 по 1997 рік обіймав посаду заступника Постійного представника Франції при Європейському Союзі. У 1997 році був призначений на посаду директора Кабінету Міністрів закордонних справ Юбера Ведріна.
З 2002 по 2009 рік очолював Постійне представництво Франції при Європейському Союзі. У період між 2009 та 2014 роками обіймав посаду Генерального секретаря Міністерства закордонних і європейських справ Франції, а у 2014 році повернувся на посаду постійного представника при ЄС, яку обіймав до 2017.
Став головою ради директорів «Fondation de France» та президентом елітного клубу «Le Siècle».

## Нагороди
- кавалер ордена Почесного легіону (31 грудня 2002)
- офіцер ордену «За заслуги» (30 січня 2008)
- орден князя Ярослава Мудрого II ступеня (Україна, 2010)[10]
- офіцер ордена Почесного легіону (13 липня 2011)[11]
- командор ордена Мистецтв та літератури (10 лютого 2016)[12]
- командор ордена «За заслуги» (13 травня 2016)[13]